# Berthelsdorf
Berthelsdorf is een ortsteil van de Duitse gemeente Herrnhut in de deelstaat Saksen. Tot en met 31 december 2012 was het een zelfstandige gemeente met ortsteil Rennersdorf/O.L.